# Baixi, Hunan
Baixi (kinesiska: 白溪, 白溪镇) är en köping i Kina. Den ligger i provinsen Hunan, i den södra delen av landet, omkring 160 kilometer väster om provinshuvudstaden Changsha. Antalet invånare är 51 444. Befolkningen består av 25 524 kvinnor och 25 920 män. Barn under 15 år utgör 21,0 %, vuxna 15-64 år 65 %, och äldre över 65 år 12,0 %.
Runt Baixi är det tätbefolkat, med 343 invånare per kvadratkilometer. Baixi är det största samhället i trakten. I omgivningarna runt Baixi växer i huvudsak blandskog.
Genomsnittlig årsnederbörd är 1 658 millimeter. Den regnigaste månaden är maj, med i genomsnitt 257 mm nederbörd, och den torraste är december, med 55 mm nederbörd.